# Omaka systrar
Omaka systrar (engelska: Yes, Dear) 
är en amerikansk TV-serie ("sitcom") som sändes mellan från den 2 oktober 2000 till 15 februari 2006 på CBS. I serien medverkade Anthony Clark, Jean Louisa Kelly, Mike O'Malley och Liza Snyder.